# Streetfood

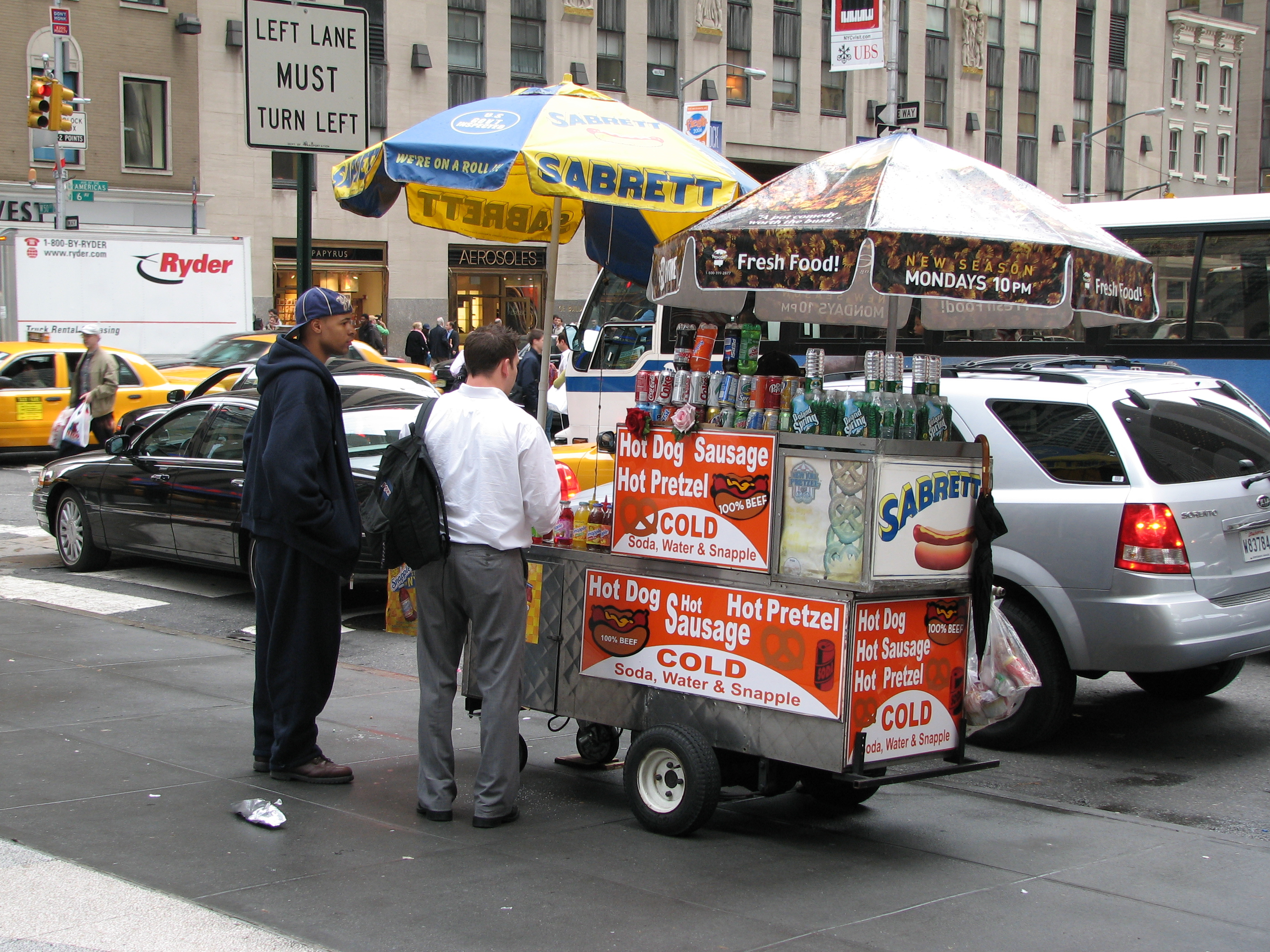
Streetfood i New York.

Streetfood eller street food, som betyder "gatumat" på svenska, men översätts mer sällan, är färdiglagad mat, eller dryck, som säljs av gatuförsäljare i det offentliga rummet, som på gator och torg, marknader, nöjesfält och liknande. Maten säljs ofta från ett stånd, en kärra eller bil, där det senare ibland kallas för food truck, och är lagad för att konsumeras direkt. Viss typ av streetfood är regional medan annan har blivit populär långt utanför området där den en gång utformades. Mycket streetfood är både snabbmat och fingermat, det vill säga mat som äts utan bestick, och streetfood är i genomsnitt billigare än restaurangmat. Enligt en studie från 2007 av Food and Agriculture Organization äter 2,5 miljarder människor streetfood varje dag.

## Historia

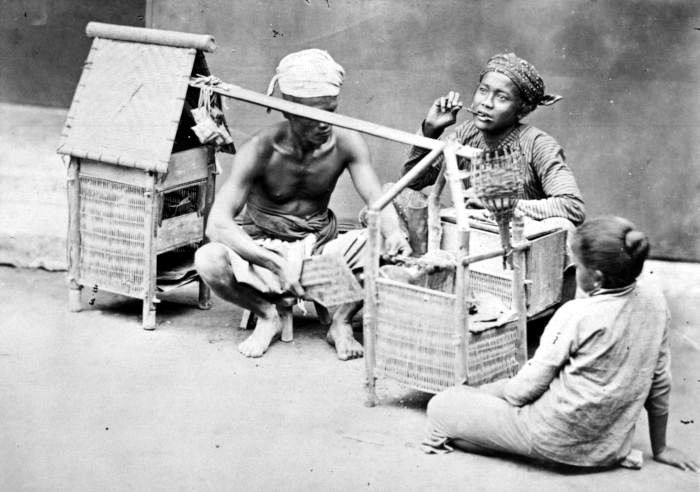
Gatuförsäljning av satay i Java cirka 1870.

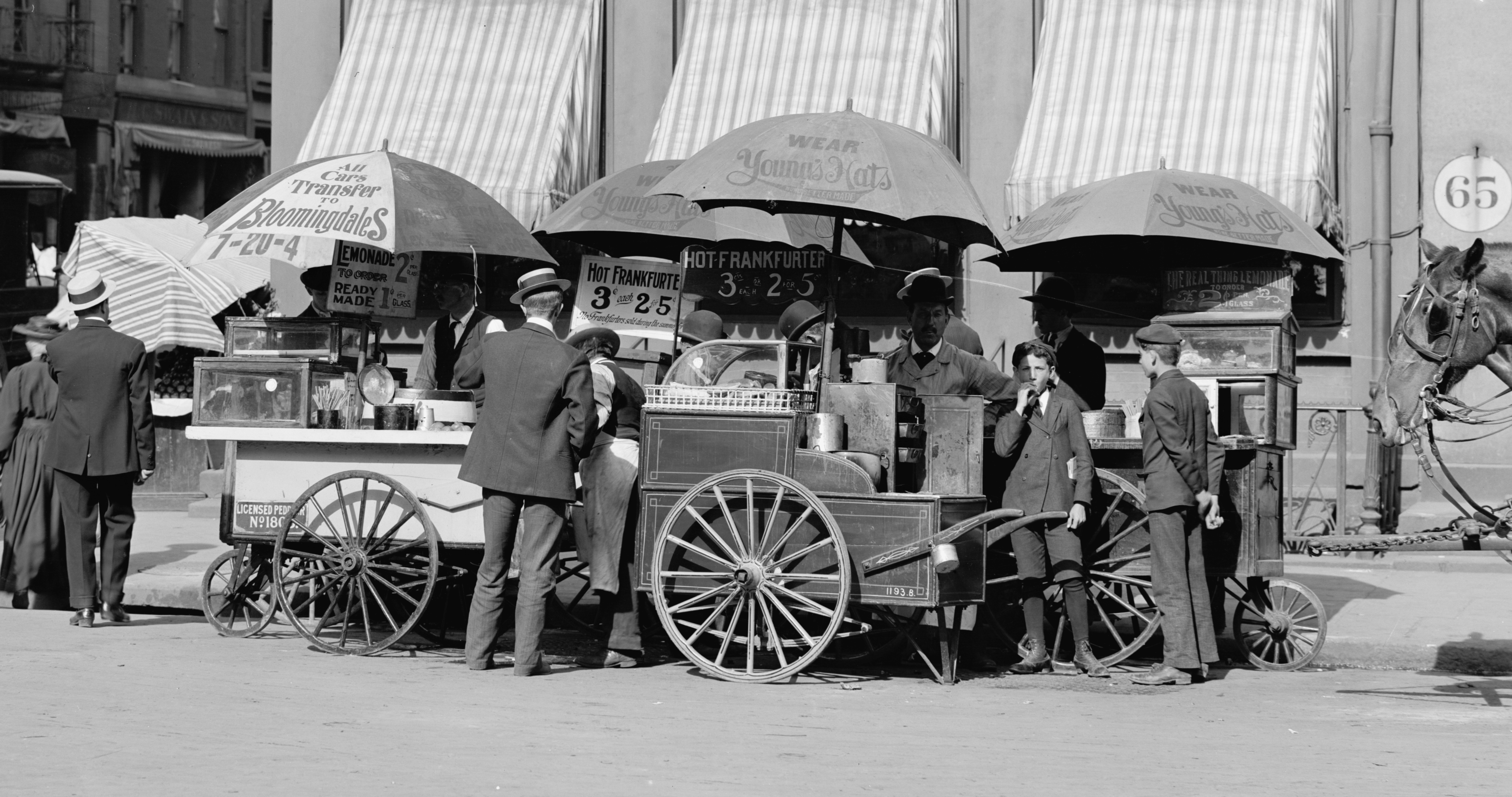
Streetfoodförsäljning i New York 1906.

Små stekta fiskar såldes som streetfood i antikens Grekland, en företeelse som filosofen Theofrastos såg ned på. Många spår av gatuförsäljning av mat upptäcktes vid utgrävningen av Pompeji.  I antikens Rom var det vanligt att fattiga stadsbor, vars bostäder saknade ugn eller kokmöjlighet, konsumerade streetfood. Då var ärtsoppa med bröd och röror gjorda på exempelvis något sädesslag en vanlig rätt. I antikens Kina konsumerades streetfood främst av fattiga, men välbärgade kunde med hjälp av tjänare skicka efter streetfood att äta hemma.
I en reseskildring från 1300-talets Kairo berättar en florentinare folk satte sig på stora hudar på gatan medan de åt sina måltider med lammkebab, ris och friterad mat köpt från gatuförsäljare. I turkiet under renässansen fanns det ofta matförsäljare i vägkorsningar som sålde "kryddiga bitar av stekt kött", av bland annat lamm och kyckling som grillats på spett. År 1502 skapades lagar och regelverk kring streetfood i det Ottomanska riket vilket är de äldsta kända i sitt slag.
På aztekiska marknadsplatser fanns försäljare som bland annat sålde drycken atolli och mer än 50 olika sorters tamales, med ingredienser som varierade från kött av kalkon, hare, kindpåsråtta, grodor och fisk till frukt, ägg och majsblommor, men även insekter och stuvningar. Spanska kolonisatörer införde europeisk mat till Peru som vete, sockerrör och tamboskap, men de flesta fortsatte att framförallt äta traditionell mat. Influenser vad gällde deras matvanor var få, men exempelvis kan nämnas grillat kohjärta som såldes som streetfood.
Under amerikansk kolonialtid sålde gatuförsäljare "ostron, grillade majskolvar, frukt och godis till låga priser åt alla klasser". Speciellt ostron var billig och populär streetfood i denna del av världen fram till 1910 då överfiskning och nedsmutsning resulterade i ökade priser. Gatuförsäljare i New York mötte mycket motstånd. Efter att tidigare begränsningar hade minskat tiden då försäljning av mat fick förekomma på gatorna så förbjöds försäljningen helt 1707 i New York. Många kvinnor med afrikanskt ursprung förtjänade sitt levebröd genom att sälja streetfood i Amerika på 1700- och 1800-talet, med produkter som frukt, kakor och nötter i Savannah, till kaffe, kex, praliner och andra sötsaker i New Orleans. Cracker Jack började, precis mycket annan populär streetfood att säljas under World's Columbian Exposition 1893.
På 1800-talet sålde gatuförsäljare i Transsylvanien pepparkaksnötter, grädde blandat med majs, samt bacon och annat kött som stektes på ett keramikkärl med varmt kol inuti. Pommes frites, det vill säga friterade potatisstavar härstammar förmodligen från gatuförsäljare i Paris på 1840-talet. Streetfood i Viktorianska England omfattade bland annat tripe, ärtsoppa, ärtskidor i smör, snäckor, räkor och ålaladåb.

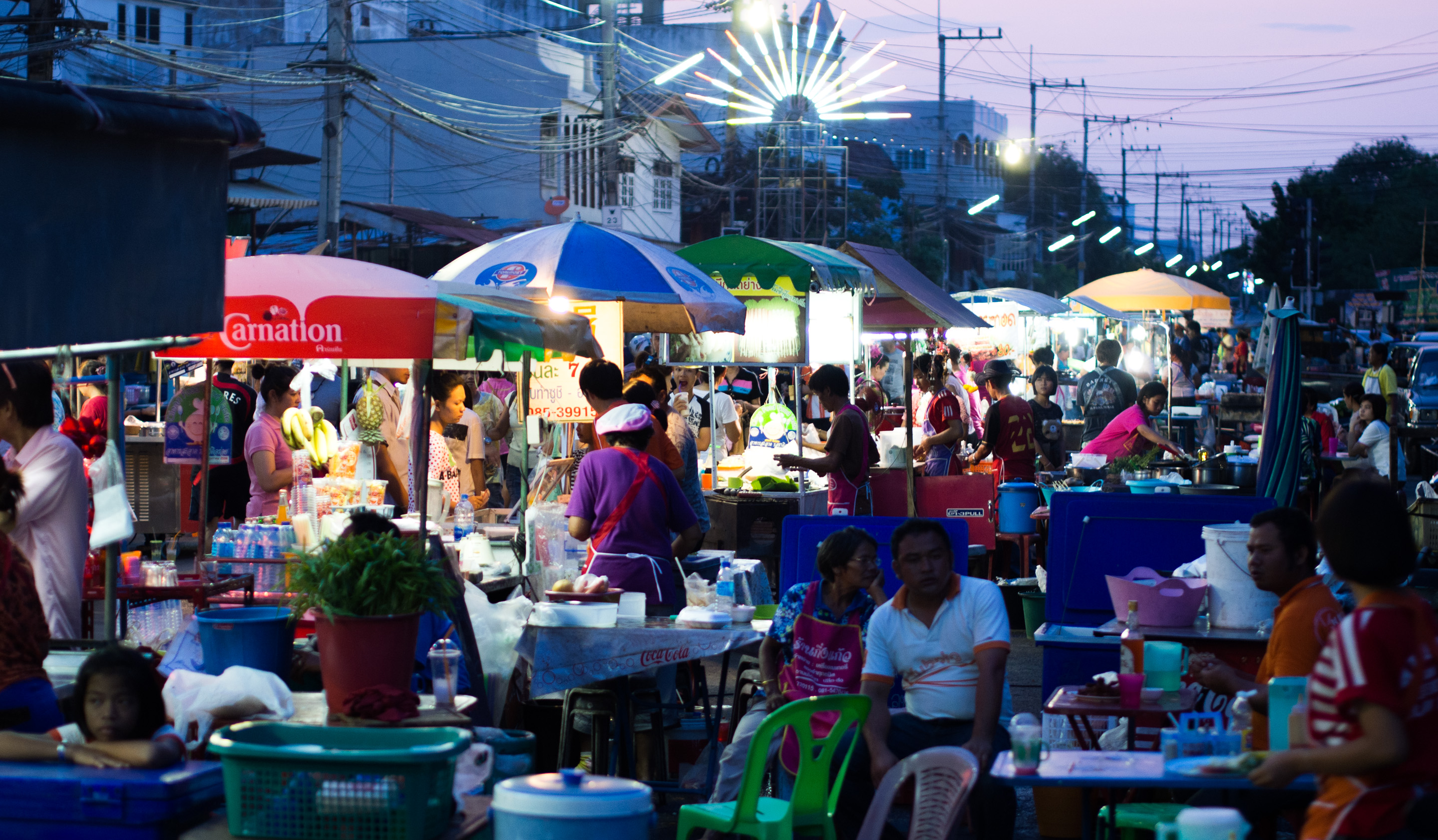
En hel gata full av matförsäljning under Yasothons Rocket Festival i Thailand.

Ramen kom ursprungligen till Japan via kinesiska immigranter för cirka 100 år sedan och blev populärt som streetfood bland arbetare och studenter. Snart blev ramen något av en japansk nationalrätt och regionala varianter dök upp. Dagens streetfoodkultur i Sydostasien är mycket influerad av kulis, det vill säga asiatiska daglönare, som kom från Kina under sent 1800-tal.
Även om streetfood inte blev populärt bland thailändare förrän i början av 1960-talet, vilket skedde i och med den kraftiga urbana tillväxten, så hade streetfood redan på 1970-talet börjat tränga undan hemlagad mat. Utvecklingen av landets turistindustri bidrog också till att popularisera streetfood.
I Indonesien - särskilt på Java, finns en lång historia av resande mat- och dryckesförsäljare. De beskrivs i tempelreliefer redan från 800-talet och nämns i texter från 1300-talet. På 1800-talet, under den koloniala Nederländska Ostindien-perioden, utvecklades och dokumenterades mycket streetfood, som satay och "dawet" (cendol). Dagens mångfald av streetfood och landets starka gatukultur beror på den massiva urbanisering som skett  under de senaste årtiondena, vilket främst märks i Jabodetabekjur, Bandung och Surabaya.

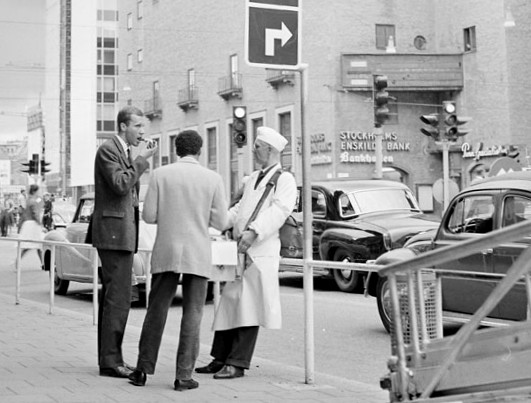
Korvgubbe med låda på magen, på Sveavägen i Stockholm under 1960-talet.

Att det i svenska språket inte finns något specifikt vanligt använt ord för streetfood är en indikation på att företeelsen att köpa mat av gatuförsäljare för konsumtion på gatan inte varit speciellt utbredd under längre tid. Länge var det framförallt varmkorv som fanns till försäljning på gatorna i svenska städer. Den introducerades i Sverige (och Norge, eftersom länderna då var en union) på den Allmänna konst- och industriutställningen i Stockholm sommaren och hösten 1897. När utställningen stängdes hade 1,5 miljoner besökt området på Djurgården där kvinnliga försäljare gick runt och sålde korv med mos för 20 öre. Brödet tillkom först under världsutställningen i St. Louis, USA, 1904. Tidigt infördes restriktioner för försäljning av mat på offentlig plats. Exempelvis bestämdes det 1908 att den då så kallade torgkorgen, det vill säga ytan som användes för matförsäljningen, inte fick stå direkt på marken, vilket fick till följd att försäljare började hänga en korg, eller en låda på magen med rem om halsen. Ordet korvgubbe dyker upp under sent 1920-tal vilket indikerar att försäljningen då fått fäste. Hårda regleringar efter andra världskriget kring gatuförsäljning av mat och utformning av kiosker och vagnar resulterade i framväxten av de så kallade gatuköken, vilka började etablera sig i början av 1960-talet. Försäljning av varmkorv från en låda på magen förbjöds i Sverige 1972.
Dagens streetfood konsumeras av en rad orsaker där mycket handlar om ekonomi och praktikaliteter, men även för dess kulinariska och sociala kvaliteter, för att prova på mat från andra kulturer eller av nostalgi.